# رونالد إدموندز
رونالد إدموندز (بالإنجليزية: Ronald Edmonds)‏ هو أكاديمي أمريكي، ولد في 24 مايو 1935 في يبسيلانتي في الولايات المتحدة، وتوفي في 15 يوليو 1983 في لانسنغ في الولايات المتحدة.